# Empis sinuosa
Empis sinuosa är en tvåvingeart som beskrevs av Christophe Daugeron 1999. Empis sinuosa ingår i släktet Empis och familjen dansflugor.
Artens utbredningsområde är Spanien. Inga underarter finns listade i Catalogue of Life.